# Grupo de Salud Memorial

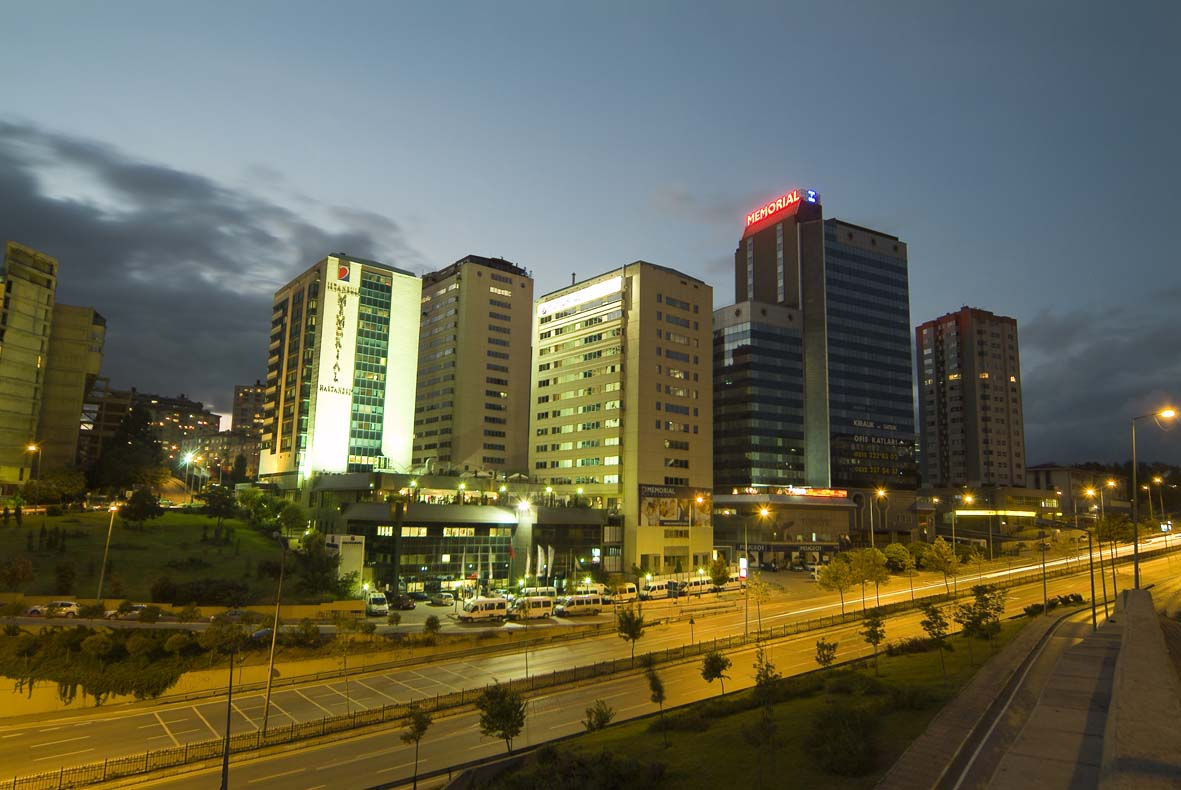
Hospital Memorial Şişli

Grupo de Salud Memorial, una empresa que ofrece servicios sanitarios privados en Turquía. Su primer hospital es el Memorial Hospital Şişli, que se estableció en 2000. El grupo cuenta con 6 sucursales con hospitales, centros de tratamiento ambulatorio, centro de salud oftalmológica y laboratorios.
El Grupo se convirtió el primer hospital en Turquía y 21. en el mundo en recibir el Certificado de Calidad de Acreditación de la JCI. 

## Hospitales y Centros Médicos
- Hospital Memorial Şişli [1]
- Hospital Memorial Ataşehir
- Hospital Memorial Bahçelievler
- Hospital Memorial de Ankara
- Hospital Memorial de Antalya
- Hospital Memorial de Kayseri
- Hospital Memorial de Diyarbakir
- Hospital Memorial Dicle
- Servicio Hospitalario
- Hospital Medstar Antalya
- Hospital Medstar Topçular
- Bienestar Memorial
- Centro Médico Memorial Etiler
- Centro Médico Memorial Lara

1. ↑  «Arşivlenmiş kopya». Archivado desde el original el 14 Nisan 2020. Consultado el 19 Haziran 2019.

- Datos: Q123860796